# Constitución de Afganistán
La Constitución de Afganistán se convirtió en la ley oficial de Afganistán tras su aprobación en la Loya yirga el 4 de enero de 2004. El texto surgió de la Comisión Afgana de Constitución prevista en el Acuerdo de Bonn. La constitución establece un Presidente electo y una Asamblea Nacional. El gobierno de transición del presidente interino Hamid Karzai comenzó en junio de 2002. Las elecciones presidenciales tuvieron lugar el 9 de octubre de 2004, siendo Karzai electo para un mandato de cinco años. Las primeras elecciones para la Asamblea Nacional fueron pospuestas hasta septiembre de 2005. La constitución consta de 161 artículos y fue oficialmente firmada por el presidente Karzai el 26 de enero.
Los tres principales asesores internacionales de la asamblea constituyente fueron Barnett R. Rubin, Yash Pal Ghai, y Guy Carcassonne.  Barnett fue financiado por el Open Society Institute de George Soros y por el Canadá, Noruega, e Inglaterra.
La constitución fue abolida por el gobierno talibán en 2022.

## Poder Ejecutivo
La constitución establece un sistema presidencial fuerte. El presidente de Afganistán es elegido directamente por los ciudadanos para un período de cinco años y no puede ser electo más de dos veces. Existen dos vicepresidentes, uno más importante que el otro.
Es condición necesaria para acceder al cargo máximo ser musulmán, nacido en el país, de padres afganos y no haber sido declarado culpable de crímenes de lesa humanidad o privación de libertades civiles. El presidente es, a la vez, Comandante en Jefe de las Fuerzas Armadas.
Las responsabilidades presidenciales incluyen:
- Determinar políticas con el aval de la Asamblea Nacional.
- Nombrar a los ministros, al fiscal general, al director del Banco Central y a los jueces de la Corte Suprema con la aprobación del principal órgano legislativo, la Loya yirga.
- Nombrar a los vicepresidentes.

## Parlamento bicameral (Poder Legislativo)
La Asamblea Nacional de la República Islámica de Afganistán consta de dos cámaras: la Cámara del Pueblo (Wolesi Jirga) y la Cámara de los Ancianos (Meshrano Jirga).
La Cámara del Pueblo es la más poderosa; tiene un máximo de 250 delegados, electos en forma directa a través del sistema de representación proporcional. Los miembros son elegidos sobre una base provincial y permanecen en sus cargos por cinco años. Al menos 64 delegados deben ser mujeres, y diez pertenecientes al pueblo nómade Kuchi, quienes son elegidos por sus pares. La principal responsabilidad de esta cámara es crear y ratificar leyes y aprobar las acciones del presidente.
La Cámara de los Ancianos tiene un número no especificado de dignatarios locales y expertos, nombrados por los consejos provinciales, de distrito y por el presidente, quien también nombra a dos representantes de los discapacitados físicos. Ésta cámara aprueba leyes y presupuestos y ratifica tratados. Tiene un considerable poder de veto sobre los nombramientos de altos cargos y las políticas.

## Poder Judicial y Sistema Legal
El máximo tribunal de la república es la Corte Suprema (Stera Mahkama). Sus miembros son nombrados por el presidente por un período de diez años. También existen Tribunales Superiores, Tribunales de Apelación y de los tribunales de distrito y locales. Los jueces pueden tener formación en la jurisprudencia islámica o en las leyes seculares, de forma indistinta.
Las Cortes pueden usar la jurisprudencia Hanafí en aquellas situaciones donde la constitución carezca de disposiciones.

## Distritos
La Constitución divide al país en 32 provincias, con la adición de la región de Panjshīr como una provincia. Cada provincia está gobernada por un consejo provincial con miembros elegidos por el término de cuatro años. Los gobernadores son nombrados por el presidente. Cada pueblo y ciudad cuentan también con consejos que ejercen su cargo por tres años.

## Religión
La Constitución describe al Islam como la religión sagrada del Estado. Describe un sistema de derecho civil en el cual ninguna ley puede contradecir las creencias y las disposiciones del Islam. Se hizo hincapié repetidamente en que la sharia no sea mencionada de forma específica, pero de hecho la jurisprudencia Hanafi es una de las seis ramas de la sharia. Por otra parte, las concesiones que se hacen a la jurisprudencia chiita, aplican únicamente en los casos que surgen de entre los mismos chiitas. 
Quienes profesan otras religiones son "libres de ejercer su fe y realizar sus ritos religiosos" dentro de los límites de la ley. No hay ninguna mención sobre la libertad de conciencia y la apostasía del Islam se castiga con la pena de muerte.

## Los Derechos civiles y humanos
Los ciudadanos tienen garantizado el derecho a la vida y la libertad, a la intimidad, de reunión pacífica, se encuentran protegido contra la tortura y poseen libertad de expresión. Al ser acusados de un delito, los ciudadanos tienen el derecho a ser informados sobre los cargos, a la representación por un abogado, y a la presunción de inocencia. Las mujeres son protegidas de forma igualitaria ante la ley, sin embargo, los principios del Islam se les impone mayores deberes morales. 
El artículo 34 dispone: "La libertad de expresión es inviolable. Todos los afganos tienen derecho de expresar sus pensamientos a través del habla, escritura, ilustraciones, así como otros medios, de conformidad con las disposiciones de esta Constitución. Todos los afganos tendrán derecho, de acuerdo a las disposiciones de la ley, para imprimir y publicar en los medios sin la previa presentación a las autoridades estatales. Las directivas relativas a la prensa, radio y televisión, así como publicaciones y otros medios de comunicación será regulada por la ley”. 
Se están tomando medidas para garantizar la educación gratuita y asistencia sanitaria para los ciudadanos.

## Idioma
El artículo 16 de la Constitución establece que "entre el pashto, el dari, el uzbeco, el turcomano, el baluchis, el nuristaní y otras lenguas actualmente habladas en el país, el pashtu y el dari serán los idiomas oficiales del Estado". Otros idiomas son considerados como "tercer idioma oficial" en las zonas donde son hablados por la mayoría de la población. 
El artículo 20 establece que el Himno Nacional Afgano (Milli tharana) "será en pashto con la frase "Dios es Grande ", así como los nombres de las tribus de Afganistán". 
La Constitución intenta "fomentar y desarrollar todas las lenguas de Afganistán." (Artículo 16)

## Kuchi
El artículo 14 obliga al gobierno a implementar programas eficientes para "mejorar las condiciones económicas, sociales y de vida" de los nómadas (kuchi), así como la adopción de "medidas necesarias para el alojamiento y la distribución de tierras públicas a los ciudadanos que lo merecen". 
La Constitución exige que el presidente elija a dos representantes Kuchi ocupar un asiento en la Cámara de los Ancianos.
La Constitución también alienta de la educación de los nómadas. 

## Controversia
Dos días después de que la constitución fuera firmada oficialmente por el presidente, un grupo de delegados liderados por Abdul Hafiz Mansoor, afirmó que la versión firmada por Karzai tenía más de quince cambios respecto del documento aprobado el 4 de enero. El grupo envió una copia de sus quejas a la embajada de Estados Unidos, la Misión de Asistencia de las Naciones Unidas en Afganistán, la Unión Europea y al exrey Mohamed Zahir Shah. Estos cambios incluyen: 
El artículo 16 (sobre el idioma): La versión en pashto y en dari contiene un párrafo que no se encuentra en la traducción al inglés. Este párrafo indica que la: "terminología nacional científica y administrativa se mantendrán en pastho", lo cual ha sido interpretado por los críticos como que ciertos términos Pashto solo se conservarán en el idioma pashto y no se traducirán en dari o en otras lenguas minoritarias. Esto ha sido experimentado por otras minorías en el Afganistán, en especial los tayikos como en los años 1950 y 1960. Sin embargo, algunos expertos coinciden en que este es un medio vital para que los pastunes mantengan su dominio cultural sobre Afganistán como lo han hecho durante gran parte de su historia.
El artículo 50 obliga al Estado llevar a cabo reformas administrativas. La oposición insistió en que este tema debía ser "aprobado de la Asamblea Nacional", ya que está redactado en la traducción al inglés, pero se omite en la versión en pashto y dari. 
Como parte del debate sobre los poderes presidenciales, la oposición demandó que el artículo 64, -que trata sobre las atribuciones del Presidente-, en lo que respecta al control de la Cámara del Pueblo sobre las decisiones del presidente, se modifique la palabra "confirmación" por “aprobación”. El argumento que exhibe la oposición, hace foco en la idea de que “confirmar” solo confiere el derecho de apoyar una decisión, mientras que “aprobar” incluye también el derecho a rechazarla. 
Las disposiciones de la Constitución en materia de religión, generaron controversias a escala internacional cuando en 2006, un ciudadano afgano de nombre Abdul Rahman, se convirtió al cristianismo y fue amenazado con la pena de muerte por apostasía. Rahman fue liberado tras la presión internacional sobre su caso, por la teoría que señalaba que el acusado no estaba en sus cabales y que en la investigación en su contra hbaía "lagunas de investigación". Rahman se asiló en Italia. A pesar del incidente, la Constitución no ha sido modificada.